# A magyar labdarúgó-válogatott 2013. június 6-i mérkőzése
A magyar labdarúgó-válogatott barátságos mérkőzése Kuvait ellen, 2013. június 6-án. A végeredmény 1–0 lett a magyar csapat javára.

## Előzmények
A magyar labdarúgó-válogatottnak a Kuvait elleni volt a  negyedik mérkőzése a 2013-as esztendőben. Az elsőre február 6-án került sor, Fehéroroszország ellen (barátságos, 1–1). Ezt követte két márciusi világbajnoki-selejtező, először döntetlen hazai pályán Romániával (2–2), majd szintén döntetlen ért el a csapat Törökország ellen (1–1). 2013-ban tehát még nyeretlen, valamint veretlen volt a nemzeti csapat négy találkozó után.

„A mindenkori szövetségi kapitánytól elvárható, hogy minden egyes meccsre a lehető legerősebb csapatot állítsa ki, hiszen a válogatott az országot képviseli. Az optimális eset, amikor mindenki a stáb rendelkezésére áll, szinte soha nem fordul elő, ezúttal is többen hiányoznak sérülés vagy formaingadozás miatt. A hiányzók posztjára belépő játékosok viszont versenyhelyzetet teremthetnek a válogatottnál, és egy-egy jó teljesítménnyel akár át is írhatják az eddigi értékrendet. (...) Veszélyes, gyors játékosok alkotják a kuvaiti válogatottat, ezért fontos a fegyelmezett védekezés. Ellenfelünknek vannak gyengébb pontjai is, szeretnénk ezeket kihasználni a támadásink során. A játékosok elmúlt hetekben látott formája alapján már van elképzelésünk a kezdőcsapat összeállítására, és szeretnénk kihasználni azt is, hogy barátságos meccsen a szokásosnál több labdarúgó is szerepet kaphat. Ugyanakkor ezúttal is igaz, hogy a győzelem a legfontosabb és nem a sok játékos kipróbálása.”

– Egervári Sándor, Magyarország szövetségi kapitánya. 

Kuvait öt mérkőzést játszott a magyarok elleni győri összecsapásig 2013-ban. Ezek közül hármat megnyert, egy döntetlennel, egy vereséggel végződött számukra.
A kuvaiti sajtótájékoztató elmaradt a találkozót megelőzően.

## A mérkőzés helyszíne
A találkozót a győri ETO Parkban rendezték meg. A magyar válogatott története során harmadszorra lépett pályára a 2008-ban épített létesítményben, Győrben pedig összességében nyolcadik alkalommal. Ezt megelőzően legutóbb 2012. február 29-én, Bulgáriát fogadta a nemzeti tizenegy a Rába-parti városban. Több mint egy év után játszott újra a válogatott vidéken rendezendő meccset.
A 2013-as közép-európai áradások hatására a közvélemény aggodalmát fejezte ki a mérkőzés kapcsán. Az MLSZ június 5-én tudatta, hogy az ETO Park és környéke az árvíz szempontjából biztonságos terület, így a mérkőzés megrendezhető.

## Keretek
Egervári Sándor, a magyar labdarúgó-válogatott szövetségi kapitánya, május 22-én hirdette ki huszonhárom főből álló keretét a Kuvait elleni mérkőzésre. A válogatott korábbi csapatkapitánya, Juhász Roland, 2012 után kapott újra meghívót, míg Gyömbér Gábor, Lovrencsics Gergő és Varga Roland személyében újoncokat is tartalmazott a névsor. Május 31-én több változtatást kellett végrehajtani a keretben, hárman sérülés miatt estek ki (Lipták Zoltán, Szabics Imre, Varga Roland), helyükre Kanta Józsefet hívta be a kapitány. Kanta 2007-ben játszott utoljára címeres mezben. Június 4-én Pintér Ádámnak, június 5-én Mészáros Norbertnek kellett lemondania a játékot sérülés miatt.
A kuvaiti válogatottban két játékoson kívül mindenki a hazájában játszik.
| Magyarország                         | Magyarország      | Magyarország | Magyarország | Magyarország | Magyarország          |
| Poszt                                | Név               | Kor          | Vál.         | Gól          | Klub                  |
| ------------------------------------ | ----------------- | ------------ | ------------ | ------------ | --------------------- |
| K                                    | Bogdán Ádám       | 25 éves      | 13           | 0            | Bolton Wanderers      |
| K                                    | Király Gábor      | 37 éves      | 89           | 0            | 1860 München          |
| K                                    | Megyeri Balázs    | 23 éves      | 0            | 0            | Olimbiakósz           |
| V                                    | Guzmics Richárd   | 26 éves      | 2            | 0            | Haladás               |
| V                                    | Juhász Roland     | 29 éves      | 76           | 6            | Videoton              |
| V                                    | Kádár Tamás       | 23 éves      | 10           | 0            | Diósgyőr              |
| V                                    | Korcsmár Zsolt    | 24 éves      | 17           | 0            | Brann                 |
| V                                    | Vanczák Vilmos    | 29 éves      | 70           | 3            | FC Sion               |
| V                                    | Varga József      | 25 éves      | 20           | 0            | Debreceni VSC         |
| KP                                   | Dzsudzsák Balázs  | 26 éves      | 52           | 11           | Gyinamo Moszkva       |
| KP                                   | Gyömbér Gábor     | 25 éves      | 0            | 0            | Ferencváros           |
| KP                                   | Gyurcsó Ádám      | 22 éves      | 6            | 1            | Videoton              |
| KP                                   | Kanta József      | 29 éves      | 2            | 0            | MTK Budapest          |
| KP                                   | Koman Vladimir    | 24 éves      | 28           | 7            | FK Krasznodar         |
| KP                                   | Pátkai Máté       | 25 éves      | 2            | 0            | Győri ETO             |
| CS                                   | Böde Dániel       | 26 éves      | 2            | 1            | Ferencváros           |
| CS                                   | Lovrencsics Gergő | 24 éves      | 0            | 0            | Lech Poznań           |
| CS                                   | Németh Krisztián  | 24 éves      | 11           | 0            | Roda JC               |
| CS                                   | Priskin Tamás     | 26 éves      | 41           | 12           | Alanyija Vlagyikavkaz |
| Szövetségi kapitány: Egervári Sándor |                   |              |              |              |                       |

| Kuvait                               | Kuvait                  | Kuvait  | Kuvait | Kuvait | Kuvait            |
| Poszt                                | Név                     | Kor     | Vál.   | Gól    | Klub              |
| ------------------------------------ | ----------------------- | ------- | ------ | ------ | ----------------- |
| K                                    | Naváf el-Háldi          | 32 éves | 66     | 0      | al-Kádiszíja      |
| K                                    | Háled er-Rasídi         | 26 éves | 12     | 0      | Nottingham Forest |
| K                                    | Hamíd Júszef            | 25 éves | 2      | 0      | al-Jarmúk         |
| V                                    | Fahad Avad              | 28 éves | 27     | 2      | al-Kuvait         |
| V                                    | Ámer el-Fádel           | 28 éves | 15     | 0      | al-Kádiszíja      |
| V                                    | Huszajn Fádel           | 24 éves | 37     | 2      | al-Kádiszíja      |
| V                                    | Mohammad Fríjeh         | 25 éves | 5      | 0      | al-Arabi          |
| V                                    | Huszajn Hákem           | 31 éves | 5      | 0      | al-Kuvait         |
| V                                    | Ali Makszíd             | 29 éves | 12     | 3      | al-Arabi          |
| V                                    | Muszáed Neda            | 29 éves | 70     | 15     | al-Kádiszíja      |
| KP                                   | Valíd Ali               | 32 éves | 110    | 7      | al-Kuvait         |
| KP                                   | Tálal el-Ámer           | 26 éves | 21     | 0      | al-Kádiszíja      |
| KP                                   | Fahad el-Anszári        | 26 éves | 21     | 0      | al-Kádiszíja      |
| KP                                   | Fahad el-Enezi          | 24 éves | 22     | 2      | al-Kuvait         |
| KP                                   | Abd el-Azíz el-Masaán   | 24 éves | 21     | 1      | 1. FK Příbram     |
| KP                                   | Száleh es-Sejh          | 31 éves | 39     | 1      | al-Kádiszíja      |
| KP                                   | Abd el-Azíz esz-Szalími | 21 éves | 2      | 1      | al-Arabi          |
| KP                                   | Tálal Nájef             | 27 éves | 13     | 0      | al-Arabi          |
| CS                                   | Huszajn el-Múszavi      | 24 éves | 11     | 3      | an-Naszr          |
| CS                                   | Bader el-Mutava         | 28 éves | 116    | 38     | al-Kádiszíja      |
| CS                                   | Fahad er-Rasídi         | 28 éves | 16     | 5      | al-Arabi          |
| CS                                   | Abd el-Hádi Hamísz      | 22 éves | 6      | 5      | al-Kuvait         |
| CS                                   | Júszef Nászer           | 22 éves | 41     | 24     | Kázma             |
| Szövetségi kapitány: Goran Tufegdžić |                         |         |        |        |                   |

## A mérkőzés
A találkozót a győri ETO Parkban rendezték, 20:30-as kezdéssel. Az első félidőben mindkét csapat visszafogottan kezdett, nem forogtak veszélyben a kapuk. A játékrész végére a hazai csapat ragadta magához a kezdeményezést, de gólt nem sikerült elérnie, így a szünetben 0–0-val álltak a csapatok. A második félidő már egyértelműen a magyar válogatottról szólt. A mezőnyfölényt az 57. percben sikerült gólra váltani, Vanczák Vilmos fejelt egy szögletet követően a kuvaiti kapuba. Ezek után is a hazaiak nyomtak, Dzsudzsák Balázs, valamint Priskin Tamás is a kapufát találta el. Vanczák gólján kívül már nem született újabb találat, így Magyarország–Kuvait 1–0.

„Az első félidőben a játékosok ízelítőt kaptak abból, amit hangsúlyoztunk, hogy gyorsak, jól cseleznek az ellenfél játékosai. Meg tudtak lepni minket a kuvaitiak jó néhány időszakban. A második félidőben már jobban futballoztunk, és ha nem is túl meggyőző játékkal, de nyertünk, és a győzelemnek lehet örülni. Nem arról van szó, hogy a játékosok nem hitték volna el, amit mondtam nekik az ellenfélről, elég hiteles vagyok a csapat előtt, de ezzel a futballkultúrával ritkán találkoznak az európai csapatok. Jó volt ezt is megtapasztalni, hiszen ha világversenyeken akarunk részt venni a közeljövőben, az ilyen együttesek ellen sem árt tapasztalatot szerezni. A szünetben eszközölt három cserét többek között az indokolta, hogy voltak szerkezeti problémáink, nem tudtuk az ellenfél középpályás sora és védelme közé juttatni a labdát. Németh Krisztián révén ez egy kicsit jobban ment. Lovrencsics Gergő bevetését terveztem, és örülök neki, hogy jól élt a lehetőséggel. Kanta József csupaszív játékot nyújtott, jól irányított az első félidőben, de a mai nap talán neki is több pontatlan indítása akadt, mint ami jellemző rá. Persze, ehhez az ellenfél gyors mozgása is kellett.”

– Egervári Sándor 

„Több újoncunk is volt, ennek ellenére úgy érzem, csapatom jól teljesített. A második félidőre egy kicsit fizikálisan elfáradtunk, ekkor a magyar csapat már fölénk kerekedett. Őszintén kívánom, hogy a magyar csapat jusson ki a világbajnokságra, és erre szerintem megvan minden esélye az együttesnek. Ezt nem udvariasságból mondom. Szerintem a magyar csapat képes nagyon jól futballozni, kiváló játékosokkal rendelkezik, és szép jövő előtt is. Higgyenek ebben Önök is! Tudom, hogy három-négy kulcsembere hiányzott a hazai csapatnak, velük még erősebbek lehetnek. Ha a mostani csapatból valakit ki kellene emelnem, az Dzsudzsák, Kádár és talán Varga József lenne.”

– Goran Tufegdžić 

### Az összeállítások
| 2013. június 6. 20:30 |

| Magyarország | 1 – 0               | Kuvait |
| ------------ | ------------------- | ------ |
| Vanczák 57'  | (0 – 0) Jegyzőkönyv |        |

| ETO Park, Győr Nézőszám: 8 000 Játékvezető: Nikolaj Hänni (svájci) |

| Csapatszínek | Csapatszínek | Csapatszínek |
| Csapatszínek |              |              |
| Csapatszínek |              |              |
|              |              |              |
| Magyarország |              |              |

| Csapatszínek | Csapatszínek | Csapatszínek |
| Csapatszínek |              |              |
| Csapatszínek |              |              |
|              |              |              |
| Kuvait       |              |              |

| MAGYARORSZÁG:        |    |                   |  |             |
|                      |    |                   |  |             |
| K                    | 1  | Bogdán Ádám       |  |             |
| JV                   | 3  | Vanczák Vilmos    |  |             |
| V                    | 2  | Guzmics Richárd   |  |             |
| V                    | 21 | Korcsmár Zsolt    |  |             |
| BV                   | 4  | Kádár Tamás       |  |             |
| VKP                  | 8  | Varga József      |  | 90+3'       |
| KKP                  | 20 | Kanta József      |  | a szünetben |
| KKP                  | 11 | Koman Vladimir    |  | 81'         |
| JSZ                  | 7  | Dzsudzsák Balázs  |  |             |
| CS                   | 13 | Böde Dániel       |  | a szünetben |
| BSZ                  | 18 | Gyurcsó Ádám      |  | a szünetben |
| Cserék:              |    |                   |  |             |
| K                    | ## | Király Gábor      |  |             |
| K                    | ## | Megyeri Balázs    |  |             |
| V                    | 23 | Juhász Roland     |  | 90+3'       |
| KP                   | ## | Gyömbér Gábor     |  |             |
| KP                   | 5  | Pátkai Máté       |  | 81'         |
| CS                   | 9  | Priskin Tamás     |  | a szünetben |
| CS                   | 14 | Németh Krisztián  |  | a szünetben |
| CS                   | 15 | Lovrencsics Gergő |  | a szünetben |
| Szövetségi kapitány: |    |                   |  |             |
| Egervári Sándor      |    |                   |  |             |

| KUVAIT:              |    |                       |  |     |
|                      |    |                       |  |     |
| K                    | 1  | Háled er-Rasídi       |  |     |
| JV                   | ## | Mohammad el-Rasídi    |  |     |
| V                    | ## | Fahad Avad            |  |     |
| V                    | ## |                       |  |     |
| BV                   | ## |                       |  |     |
| JKP                  | ## | Száleh es-Sejh        |  |     |
| KKP                  | ## | Abd el-Azíz el-Masaán |  |     |
| KKP                  | 15 | Valíd Ali             |  | 66' |
| BKP                  | ## | Fahad el-Anszári      |  |     |
| CS                   | ## | Bader el-Mutava       |  |     |
| CS                   | ## | Júszef Nászer         |  |     |
| Cserék:              |    |                       |  |     |
| V                    | ## | Ali Makszíd           |  | 66' |
| Szövetségi kapitány: |    |                       |  |     |
| Goran Tufegdžić      |    |                       |  |     |

Asszisztensek:

Johannes Vogel (svájci) (partvonal)

Charles Helbling (svájci) (partvonal)

## Örökmérleg a mérkőzés után
| Magyarország |           | Kuvait |
| ------------ | --------- | ------ |
| 1            | Győzelem  | 0      |
| 0            | Döntetlen | 0      |
| 1            | Gólok     | 0      |
| 3/3          | Pontok    | 0/3    |
| 100%         | %         | 0%     |